# Coursetia barrancana
Coursetia barrancana là một loài thực vật có hoa trong họ Đậu. Loài này được Lavin miêu tả khoa học đầu tiên.